# Thirparappu
Thirparappu  es una ciudad y nagar Panchayat situada en el distrito de Kanyakumari en el estado de Tamil Nadu (India). Su población es de 22401 habitantes (2011). Se encuentra a 42 km de Nagercoil y a 55 km de Thiruvananthapuram. 

## Demografía
Según el censo de 2011 la población de Thirparappu era de 22401 habitantes, de los cuales 11034 eran hombres y 11367 eran mujeres. Thirparappu tiene una tasa media de alfabetización del 87,79%, superior a la media estatal del 80,09%: la alfabetización masculina es del 89,88%, y la alfabetización femenina del 85,78%.